# Almtalbahn
| Triebwagen der Reihe 5022 im Bahnhof Grünau im Almtal |                                                         |                                                           |                                                           |
| |                                                         |                                                           |                                                           |
| Streckennummer: | 252 01                                                  |                                                           |                                                           |
| Kursbuchstrecke (ÖBB): | 153                                                     |                                                           |                                                           |
| Streckenlänge: | Wels – Grünau im Almtal: 43 km Sattledt – Rohr: 12,4 km |                                                           |                                                           |
| Spurweite: | 1435 mm (Normalspur)                                    |                                                           |                                                           |
| Streckenklasse: | B1 (Wels Hbf - Wels Lokalbahn = D4)                     |                                                           |                                                           |
| Maximale Neigung: | 23 ‰                                                    |                                                           |                                                           |
| Minimaler Radius: | 139 m                                                   |                                                           |                                                           |
| Streckengeschwindigkeit: | 80 km/h                                                 |                                                           |                                                           |
| |                                                         |                                                           |                                                           |
| \| \| \| Westbahn von Wien \| \| \| \| 0,0 \| Wels Hbf \| 316 m ü. A. \| \| \| \| Westbahn nach Salzburg \| \| \| \| \| Anschlussbahn (Awanst) Fritsch Mühle (bis 2001) \| \| \| \| 1,582 \| Wels Lokalbahn Zugleitzentrale \| Wels Lokalbahn Zugleitzentrale \| \| \| 2,057 \| Wels Messe \| Wels Messe \| \| \| 2,144 \| Wels Volksgarten 01.05.1906 aufgelassen \| Wels Volksgarten 01.05.1906 aufgelassen \| \| \| 2,265 \| Traun \| Traun \| \| \| 3,075 \| Aschet 04.09.1989 aufgelassen \| Aschet 04.09.1989 aufgelassen \| \| \| 3,185 \| Anschlussbahn (Awanst) Spielvogel \| Anschlussbahn (Awanst) Spielvogel \| \| \| 4,410 \| Schauersberg 1989 eröffnet als Ersatz für Aschet \| Schauersberg 1989 eröffnet als Ersatz für Aschet \| \| \| 6,396 \| Steinhaus bei Wels Bahnhof mit Rückfallweichen \| 385 m ü. A. \| \| \| 9,050 \| Oberhart \| Oberhart \| \| \| 9,184 \| Anschlussbahn (Awanst) Pohl (bis 2019) \| Anschlussbahn (Awanst) Pohl (bis 2019) \| \| \| 10,731 \| Unterhart \| 401 m ü. A. \| \| \| 11,202 \| Anschlussbahn (Awanst) Quarzolith \| Anschlussbahn (Awanst) Quarzolith \| \| \| \| A1 West Autobahn \| \| \| \| 12,8560,0 \| Sattledt Bahnhof mit Rückfallweichen \| 400 m ü. A. \| \| \| \| ehem. Abzweig nach Rohr \| \| \| \| 14,396 \| Sipbach \| Sipbach \| \| \| 17,395 \| Kollendorf \| Kollendorf \| \| \| 19,185 \| Kremsmünster Stift Gebäude und Magazin erhalten \| 419 m ü. A. \| \| \| 21,451 \| Wolfgangstein \| Wolfgangstein \| \| \| \| Krems \| \| \| \| 23,969 \| Achleiten \| Achleiten \| \| \| \| Pyhrnbahn von Selzthal \| \| \| \| 25,314 \| Rohr Bf heißt heute „Rohr-Bad Hall“ \| 328 m ü. A. \| \| \| \| Pyhrnbahn nach Linz \| \| \| \| \| \| \| \| \| 3,087 \| Maidorf (14. Dezember 2008 aufgelassen) \| Maidorf (14. Dezember 2008 aufgelassen) \| \| \| 4,622 \| Großendorf \| 424 m ü. A. \| \| \| 7,034 \| Wiesmühle \| Wiesmühle \| \| \| 8,278 \| Voitsdorf Bahnhof mit Rückfallweichen \| 426 m ü. A. \| \| \| 10,223 \| Moos aufgelassen Juni 2001 \| Moos aufgelassen Juni 2001 \| \| \| 12,240 \| Wilfling eröffnet 1989 \| Wilfling eröffnet 1989 \| \| \| 12,907 \| Wasserhub 16.10.1989 aufgelassen \| Wasserhub 16.10.1989 aufgelassen \| \| \| 13,750 \| Diensthubersiedlung eröffnet 1989, 15.12.2024 aufgelassen \| Diensthubersiedlung eröffnet 1989, 15.12.2024 aufgelassen \| \| \| 14,826 \| Pettenbach Bahnhof mit Rückfallweichen \| 486 m ü. A. \| \| \| 16,755 \| Heiligenleithen aufgelassen Juni 2001 \| Heiligenleithen aufgelassen Juni 2001 \| \| \| 18,966 \| Steinbachbrücke \| 460 m ü. A. \| \| \| 19,298 \| Alm \| Alm \| \| \| 21,637 \| Viechtwang \| Viechtwang \| \| \| 23,639 \| Scharnstein-Mühldorf Bahnhof mit Rückfallweichen \| Scharnstein-Mühldorf Bahnhof mit Rückfallweichen \| \| \| 25,762 \| Kothmühle \| Kothmühle \| \| \| 26,905 \| Traxenbichl \| Traxenbichl \| \| \| 30,090 \| Grünau im Almtal \| 517 m ü. A. \| |                                                         |                                                           |                                                           |
| Strecke |                                                         | Westbahn von Wien                                         | Westbahn von Wien                                         |
| Bahnhof | 0,0                                                     | Wels Hbf                                                  | 316 m ü. A.                                               |
| Abzweig geradeaus und nach rechts |                                                         | Westbahn nach Salzburg                                    | Westbahn nach Salzburg                                    |
| Abzweig geradeaus und ehemals nach rechts |                                                         | Anschlussbahn (Awanst) Fritsch Mühle (bis 2001)           | Anschlussbahn (Awanst) Fritsch Mühle (bis 2001)           |
| Bahnhof | 1,582                                                   | Wels Lokalbahn Zugleitzentrale                            | Wels Lokalbahn Zugleitzentrale                            |
| Haltepunkt / Haltestelle | 2,057                                                   | Wels Messe                                                | Wels Messe                                                |
| ehemaliger Haltepunkt / Haltestelle | 2,144                                                   | Wels Volksgarten 01.05.1906 aufgelassen                   | Wels Volksgarten 01.05.1906 aufgelassen                   |
| Brücke über Wasserlauf | 2,265                                                   | Traun                                                     | Traun                                                     |
| ehemaliger Haltepunkt / Haltestelle | 3,075                                                   | Aschet 04.09.1989 aufgelassen                             | Aschet 04.09.1989 aufgelassen                             |
| Abzweig geradeaus und ehemals von links | 3,185                                                   | Anschlussbahn (Awanst) Spielvogel                         | Anschlussbahn (Awanst) Spielvogel                         |
| Haltepunkt / Haltestelle | 4,410                                                   | Schauersberg 1989 eröffnet als Ersatz für Aschet          | Schauersberg 1989 eröffnet als Ersatz für Aschet          |
| Bahnhof | 6,396                                                   | Steinhaus bei Wels Bahnhof mit Rückfallweichen            | 385 m ü. A.                                               |
| Haltepunkt / Haltestelle | 9,050                                                   | Oberhart                                                  | Oberhart                                                  |
| Abzweig geradeaus und ehemals nach rechts | 9,184                                                   | Anschlussbahn (Awanst) Pohl (bis 2019)                    | Anschlussbahn (Awanst) Pohl (bis 2019)                    |
| Haltepunkt / Haltestelle | 10,731                                                  | Unterhart                                                 | 401 m ü. A.                                               |
| Abzweig geradeaus und nach rechts | 11,202                                                  | Anschlussbahn (Awanst) Quarzolith                         | Anschlussbahn (Awanst) Quarzolith                         |
| Strecke mit Straßenbrücke |                                                         | A1 West Autobahn                                          | A1 West Autobahn                                          |
| Bahnhof | 12,8560,0                                               | Sattledt Bahnhof mit Rückfallweichen                      | 400 m ü. A.                                               |
| Verschwenkung von links · Verschwenkung von rechts (Strecke außer Betrieb) |                                                         | ehem. Abzweig nach Rohr                                   | ehem. Abzweig nach Rohr                                   |
| Strecke · Haltepunkt / Haltestelle (Strecke außer Betrieb) | 14,396                                                  | Sipbach                                                   | Sipbach                                                   |
| Strecke · Haltepunkt / Haltestelle (Strecke außer Betrieb) | 17,395                                                  | Kollendorf                                                | Kollendorf                                                |
| Strecke · Bahnhof (Strecke außer Betrieb) | 19,185                                                  | Kremsmünster Stift Gebäude und Magazin erhalten           | 419 m ü. A.                                               |
| Strecke · Haltepunkt / Haltestelle (Strecke außer Betrieb) | 21,451                                                  | Wolfgangstein                                             | Wolfgangstein                                             |
| Strecke · Brücke über Wasserlauf (Strecke außer Betrieb) |                                                         | Krems                                                     | Krems                                                     |
| Strecke · Haltepunkt / Haltestelle (Strecke außer Betrieb) | 23,969                                                  | Achleiten                                                 | Achleiten                                                 |
| Strecke · Abzweig ehemals geradeaus und von rechts |                                                         | Pyhrnbahn von Selzthal                                    | Pyhrnbahn von Selzthal                                    |
| Strecke · Bahnhof | 25,314                                                  | Rohr Bf heißt heute „Rohr-Bad Hall“                       | 328 m ü. A.                                               |
| Strecke · Strecke |                                                         | Pyhrnbahn nach Linz                                       | Pyhrnbahn nach Linz                                       |
| Verschwenkung nach links |                                                         |                                                           |                                                           |
| ehemaliger Haltepunkt / Haltestelle | 3,087                                                   | Maidorf (14. Dezember 2008 aufgelassen)                   | Maidorf (14. Dezember 2008 aufgelassen)                   |
| Haltepunkt / Haltestelle | 4,622                                                   | Großendorf                                                | 424 m ü. A.                                               |
| Haltepunkt / Haltestelle | 7,034                                                   | Wiesmühle                                                 | Wiesmühle                                                 |
| Bahnhof | 8,278                                                   | Voitsdorf Bahnhof mit Rückfallweichen                     | 426 m ü. A.                                               |
| ehemaliger Haltepunkt / Haltestelle | 10,223                                                  | Moos aufgelassen Juni 2001                                | Moos aufgelassen Juni 2001                                |
| Haltepunkt / Haltestelle | 12,240                                                  | Wilfling eröffnet 1989                                    | Wilfling eröffnet 1989                                    |
| ehemaliger Haltepunkt / Haltestelle | 12,907                                                  | Wasserhub 16.10.1989 aufgelassen                          | Wasserhub 16.10.1989 aufgelassen                          |
| ehemaliger Haltepunkt / Haltestelle | 13,750                                                  | Diensthubersiedlung eröffnet 1989, 15.12.2024 aufgelassen | Diensthubersiedlung eröffnet 1989, 15.12.2024 aufgelassen |
| Bahnhof | 14,826                                                  | Pettenbach Bahnhof mit Rückfallweichen                    | 486 m ü. A.                                               |
| ehemaliger Haltepunkt / Haltestelle | 16,755                                                  | Heiligenleithen aufgelassen Juni 2001                     | Heiligenleithen aufgelassen Juni 2001                     |
| Haltepunkt / Haltestelle | 18,966                                                  | Steinbachbrücke                                           | 460 m ü. A.                                               |
| Brücke über Wasserlauf | 19,298                                                  | Alm                                                       | Alm                                                       |
| Haltepunkt / Haltestelle | 21,637                                                  | Viechtwang                                                | Viechtwang                                                |
| Bahnhof | 23,639                                                  | Scharnstein-Mühldorf Bahnhof mit Rückfallweichen          | Scharnstein-Mühldorf Bahnhof mit Rückfallweichen          |
| Haltepunkt / Haltestelle | 25,762                                                  | Kothmühle                                                 | Kothmühle                                                 |
| Haltepunkt / Haltestelle | 26,905                                                  | Traxenbichl                                               | Traxenbichl                                               |
| Kopfbahnhof Streckenende | 30,090                                                  | Grünau im Almtal                                          | 517 m ü. A.                                               |

Unter Almtalbahn versteht man heute die 43 km lange, normalspurige Strecke Wels – Sattledt – Grünau. Historisch gesehen besteht die Almtalbahn nur aus dem Abschnitt Sattledt – Grünau. Die Strecke Wels – Sattledt ist als Teil der Wels-Rohrer-Bahn gebaut worden.
Die Almtalbahn führt von der oberösterreichischen Bezirksstadt Wels aus dem Trauntal in südlicher Richtung über Sattledt und Pettenbach ins Almtal, welches sie bei Steinbachbrücke erreicht. Sie folgt dem Fluss aufwärts über Scharnstein bis zum Endpunkt Grünau am Nordrand des Toten Gebirges. Dabei durchfährt sie die Bezirke Wels-Land, Kirchdorf an der Krems und Gmunden. Ziel des Bahnbaus war es einerseits, die örtliche Holzwirtschaft und Eisenindustrie zu fördern, andererseits die Landschaft im Voralpenland für den Fremdenverkehr zu erschließen.

## Geschichte
Wels – Sattledt – Rohr

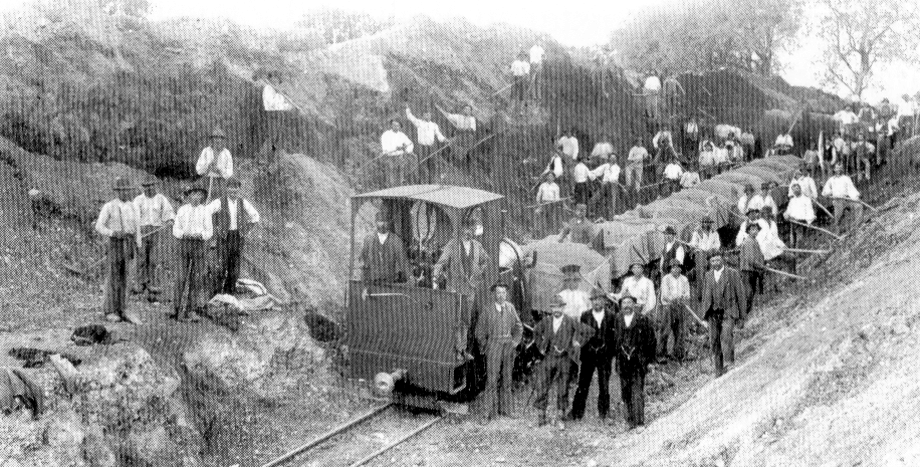
Feldbahn beim Bau der Almtalbahn um 1899.

Durch den Bau der Westbahn mit der Zweigstrecke nach Passau wurde die Stadt Wels Bahnknotenpunkt. Diese Stellung wollten die Stadtväter durch weitere Bahnprojekte ausbauen. So planten sie unter anderem eine Verbindung von Wels ins Kremstal als Teil einer Nord–Süd-Verbindung von Böhmen in die Steiermark. Allerdings wurde das Linzer Projekt einer Kremstalbahn früher realisiert, sodass Wels nur der Bau einer Verbindungsstrecke Wels – Sattledt – Rohr (eröffnet 1893) übrigblieb. Trotz dieser Verbindung wandte sich das verkehrsmäßig bisher Richtung Wels orientierte Kremstal nunmehr Richtung Linz, was die Strecke bald unrentabel machte. Der Ast Sattledt – Rohr wurde mittlerweile abgetragen, das Empfangsgebäude des dreigleisigen Bahnhofs Kremsmünster Stift, des einzigen Zwischenbahnhofes, ist noch erhalten und dient heute als Wohnhaus.
Sattledt – Grünau
Um nicht auch noch das Almtal zu verlieren, für das es bereits Projekte für eine Erschließung von Lambach her gab, planten die Welser eine Strecke, die in Sattledt von der Strecke Wels – Rohr abzweigen und über Voitsdorf und Pettenbach nach Grünau im Almtal führen sollte. Diesmal war das Welser Projekt erfolgreich und die Zweigstrecke konnte im Jahre 1901 eröffnet werden.
Beide Strecken waren von der Eröffnung bis zur Verstaatlichung am 12. März 1942 im Eigentum der Welser Lokalbahn AG, wurden aber von Anfang an von der jeweiligen Staatsbahn (kkStB, BBÖ, Deutsche Reichsbahn) betrieben. Auf dem Abschnitt Sattledt – Rohr (mit z. T. durchgehenden Zügen von Wels nach Bad Hall) wurde der Betrieb 1964 auf Schienenersatzverkehr umgestellt am 1. Dezember 1966 offiziell eingestellt und die Strecke in der Folge abgebaut. Die Strecke von Wels Hbf nach Grünau wird noch heute von den Österreichischen Bundesbahnen betrieben. Ab Sattledt besteht bis heute ein Kilometerbruch.
Eröffnungs- und Einstellungsdaten
| 14. Oktober 1893  | * | Wels – Sattledt – Kremsmünster Stift |
| 19. November 1893 | * | Kremsmünster Stift–Rohr              |
| 23. Mai 1901      | * | Sattledt – Grünau im Almtal          |
| 28. März 1966     | † | Sattledt – Rohr                      |

## Betrieb

### Wels – Sattledt – Grünau
Eingesetzt wurden zunächst Lokalbahn-Tenderlokomotiven (C n2t) der kkStB-Serie 97, ab 1901 für Güterzüge auch vierachsige (D n2vt) Tenderloks der Serie 178. Versuchsweise eingesetzte Dampftriebwagen und petroleumgefeuerte, zweiachsige Tenderloks (B n2vt, Serie 185) bewährten sich nicht.
Zwischenkriegszeit
In den 1930er Jahren kamen stärkere Lokomotiven der Serie 99 (1'C n2vt) und schließlich der ab 1927 gebauten Serie 378 (1'D1' h2t) zum Einsatz. In die Zwischenkriegszeit fällt auch der vorübergehende Einsatz verschiedener Verbrennungstriebwagen (z. B. VT 43).
Nachkriegszeit
Die endgültige Umstellung von der Reihe 93 auf Dieselbetrieb begann 1964 mit dem Einsatz zweier SGP-Schienenbusse der ÖBB-Reihe 5080. 1965 kamen die ersten „Uerdinger“ Schienenbusse (ÖBB 5081) zum Einsatz, die bis 1989 den Personenverkehr prägten. Ebenfalls 1964 wurde der Güterverkehr auf Dieselloks umgestellt (Reihen 2060, 2062 und 2067), in den 1990er Jahren kamen auch ÖBB 2043, 2068 und 2048 zum Einsatz. Schließlich wurde der Fahrverschub von der Reihe 2070 erledigt.
In die Zeit knapp vor der endgültigen Verdieselung fällt auch die Betriebseinstellung des wenig rentablen Streckenastes Sattledt – Rohr (28. März 1966). Auf diesem Streckenteil mit z. T. durchgehenden Personenzügen Wels – Rohr – Bad Hall gab es keine eigenen Güterzüge.
Modernisierung ab 1989 und Ende des Güterverkehrs
In den 1980er Jahren wurde entschieden, die Almtalbahn zu modernisieren und attraktiver zu gestalten. Der Oberbau wurde erneuert und die Streckengeschwindigkeit auf bis zu 80 km/h erhöht. Am 27. Mai 1990 wurde der kostengünstige Zugleitbetrieb eingeführt, zugleich wurden die Fahrzeiten nach Grünau verkürzt. Kreuzungsbahnhöfe erhielten Rückfallweichen, Wels Lokalbahn erhielt zwei ferngesteuerte Weichen und Lichtsignale. Ab 1989 wurden die damals ganz neuen, vierachsigen Dieseltriebwagen der Reihe 5047 eingesetzt, die bis 1992 die Schienenbusse völlig ablösten. Aktuell kommen sie gemeinsam mit den zweiteiligen Dieseltriebwagen der Reihe 5022 zum Einsatz.
Am 1. Juni 2002 wurde der Güterverkehr zwischen Sattledt und Grünau eingestellt. Ein Jahr zuvor war die elektrische Anschlussbahn der Fritschmühle in Wels Lokalbahn aufgegeben worden. Der verbliebene Abschnitt bis Sattledt wurde zuletzt noch von Stern & Hafferl im Auftrag der ÖBB RCA bedient, bis schließlich am 15. Juni 2009 mit einer Annahmesperre für die verbliebene Strecke ab Wels Lokalbahn de facto eine Einstellung erfolgte.
Der Verkehrslandesrat Günther Steinkellner (FPÖ) gab in einem Interview mit den Oberösterreichischen Nachrichten Anfang August 2017 bekannt, dass die ÖBB den Personenverkehr im Streckenabschnitt Sattledt–Grünau 2019 einstellen will. Anfang Oktober wurde bekanntgegeben, dass der Betrieb auf der Almtalbahn bis Grünau im Almtal bis ins Jahr 2029 gesichert ist. Bis 2030 wird die Almtalbahn bis Sattledt elektrifiziert, die Strecke soll zum Testbetrieb von Zügen mit alternativen Antrieben im Realbetrieb herangezogen werden.

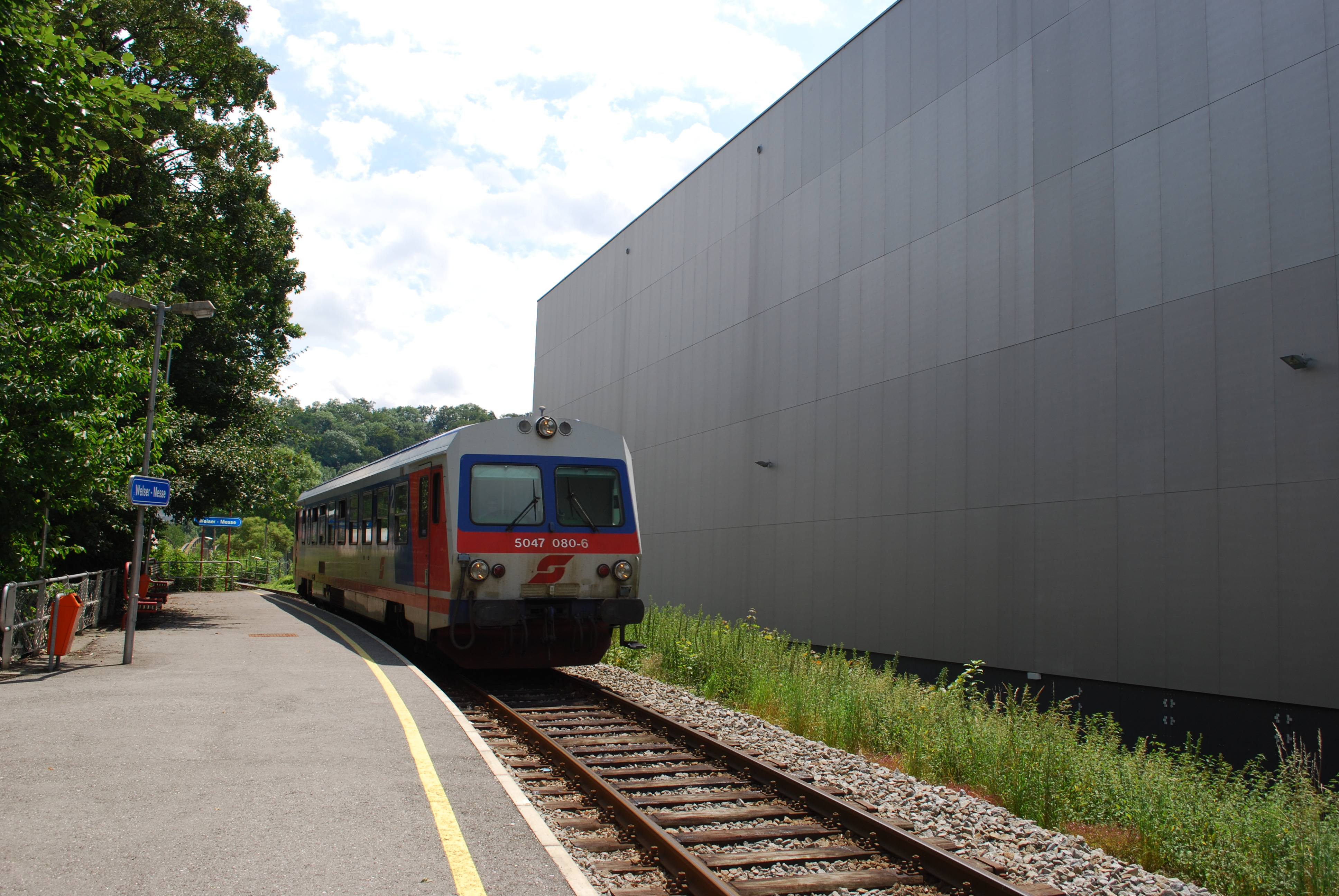
Ein Triebwagen der ÖBB Baureihe 5047 bei der Hst.Messe Wels
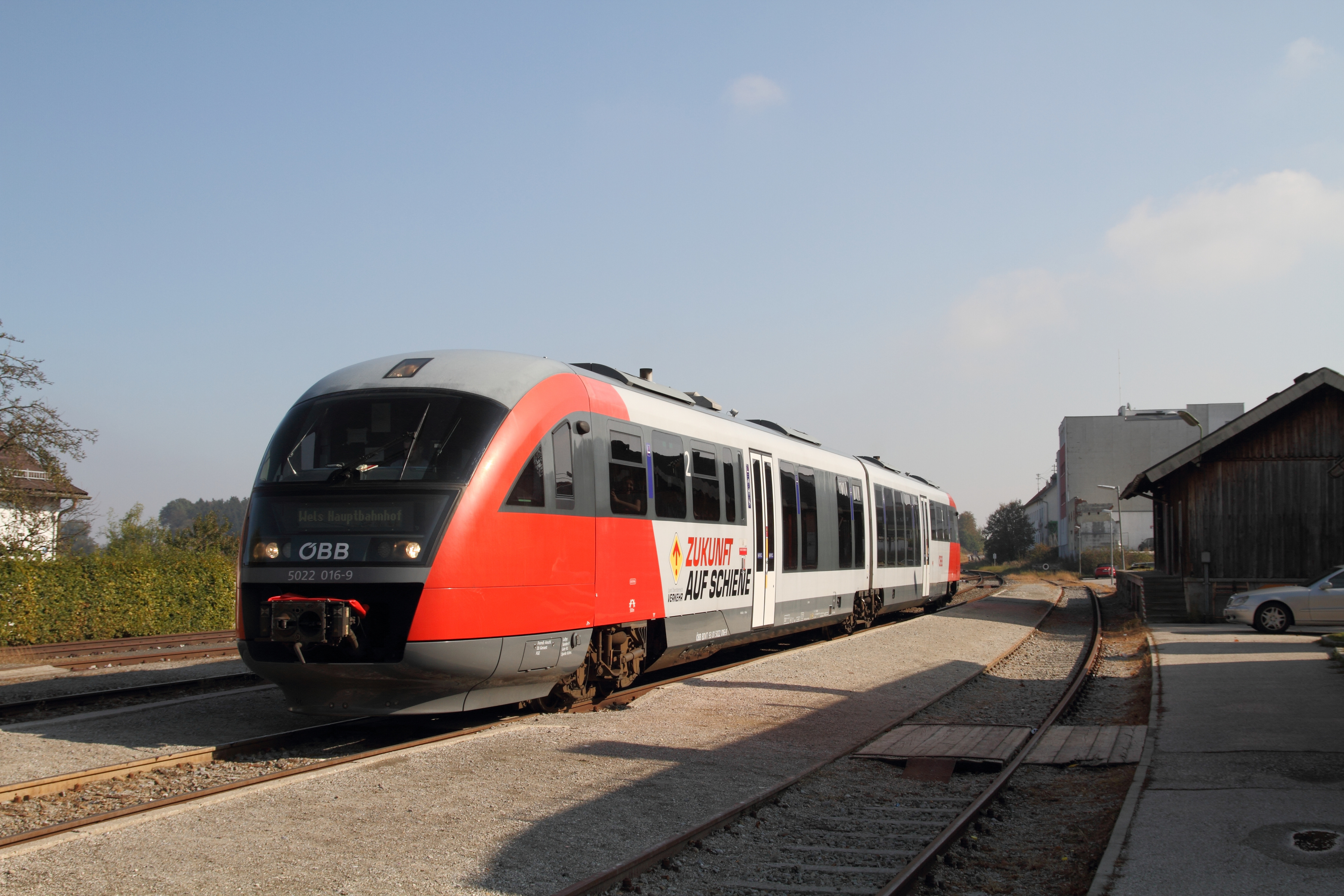
5022 016-9 im Bahnhof Sattledt
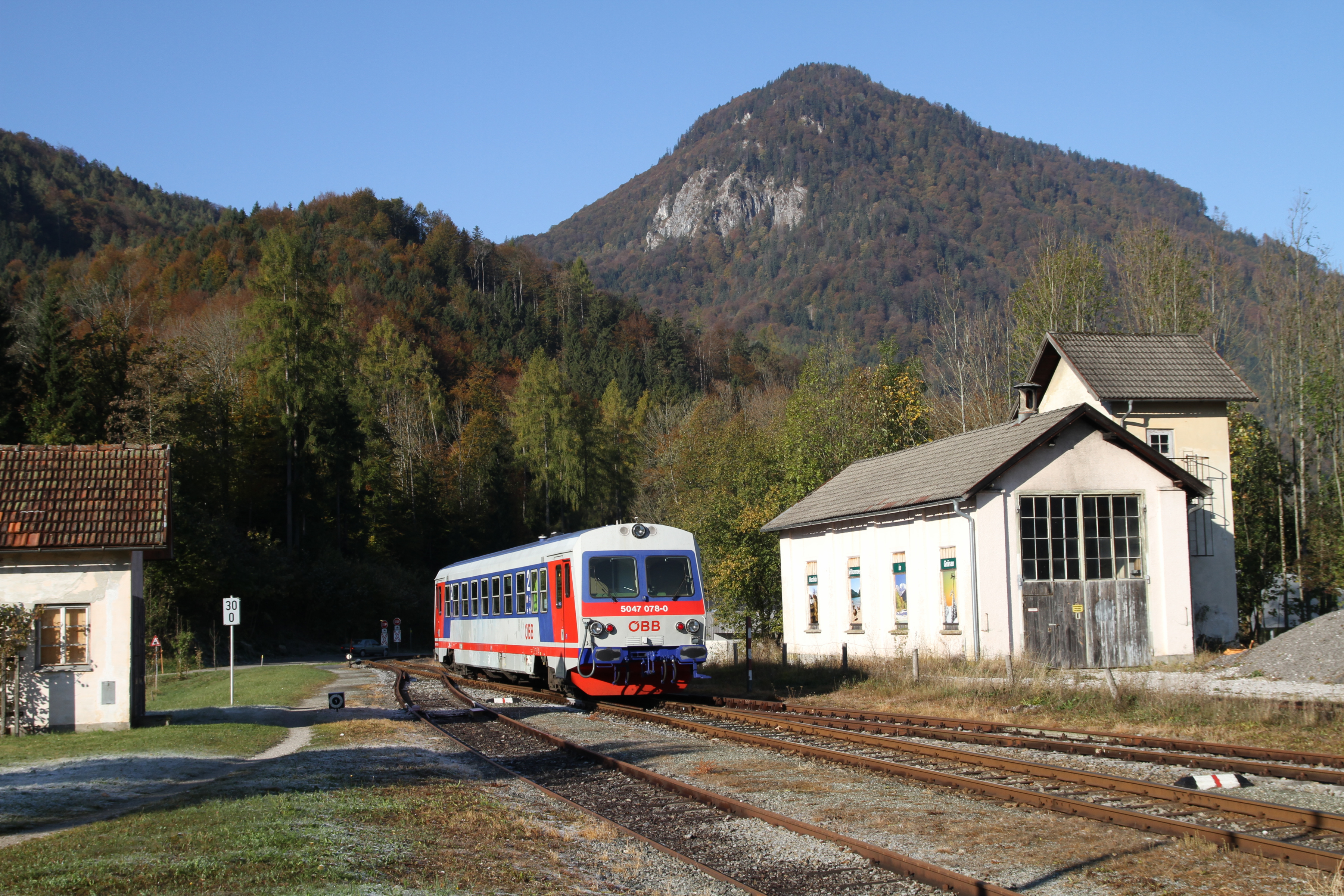
Ein 5047 passiert das denkmalgeschützte ehemalige Heizhaus in Grünau.

### Aktueller Fahrplan
Es wird ein Zwei-Stunden-Grundtakt mit Kreuzung zur vollen Stunde in Steinhaus b. Wels angeboten sowie einzelne Verdichtungen zum Stundentakt, bei denen die Kreuzung zur halben Stunde in Pettenbach stattfindet. Die Symmetriezeit liegt etwa 2 Minuten später als üblich. Die Almtalbahn transportiert etwa 1500 Fahrgäste pro Tag (Stand 2025).